# Дирская книга
Дирская книга (англ. Book of Deer) (Кембриджская университетская библиотека, MS. Ii.6.32) — латинский евангелистарий X века из Олд-Дира, Абердиншир, Шотландия, с внесёнными в начале XII века дополнениями на латинском, древнеирландском и гэльском языках. Книга известна как старейший сохранившийся памятник гэльской литературы в Шотландии. Происхождение книги неизвестно, однако можно предположить, что она является древнейшим манускриптом, созданным в Шотландии, возможно где-то на территории Среднешотландской низменности. Книга, размер которой 154 мм на 107 мм, состоит из 86 веленевых листов и написана коричневыми чернилами.
Дирская книга находится в собственности библиотеки Кембриджского университета с 1715 года, когда библиотека епископа Или и Нориджа (Восточная Англия) была подарена университету королём Георгом I. До этого книга скорее всего находилась в собственности начальника школы Святого Павла в Лондоне.

## Содержание
Латинский текст содержит части евангелий от Матфея, Марка и Луки, часть Office for the Visitation of the Sick, полные тексты евангелия от Иоанна и Апостольского Символа веры. Книга заканчивается колофоном на древнеирландском. Евангельские тексты основаны на Вульгате, но содержат некоторые особенности, характерные для ирландских евангелий. Тексты записаны римским курсивом вероятно одним писцом.

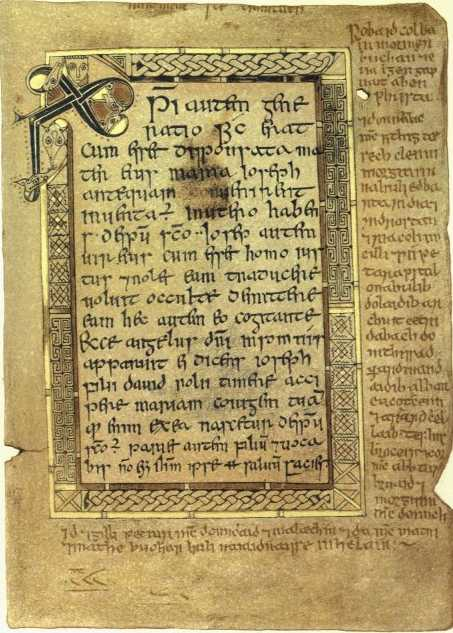
Фолио 5r содержит текст Евангелия от Матфея с 1:18 по 1:21. В левом верхнем углу хризма. Поля содержат гэльский текст.

Всего имеется семь гэльских текстов, написанных на полях вокруг основного текста. Эти маргиналии содержат сведения об основании монастыря в Дире св. Колумбой и св. Дростаном, записи о пяти поместьях, пожалованных монастырю, а также дарованных ему налоговых привилегиях. Также есть копия латинского указа Давида I, защищающая монастырь от «обязанностей, возлагаемых на мирян, и неправомерных поборов» (англ. all lay service and improper exaction). Гэльские тексты были записаны не менее чем пятью разными руками и являются самыми ранними дошедшими до нас примерами использования гэльского языка в Шотландии и важны с точки зрения изучения развития этого языка в Шотландии.

### Иллюминирование
Манускрипт полностью иллюминирован и содержит четыре полные страницы портретов Евангелистов, каждый из которых соседствует со страницей текста, окружённого орнаментом и начинающегося большим декорированным инициалом. Книга
начинается и заканчивается страницами, полностью занятыми портретами четырёх евангелистов. Евангелие от Иоанна заканчивается страницей, половина которой заняла миниатюрой, изображающей двух человек. По всему тексту встречаются маленькие декоративные заглавные буквы. Есть также десять страниц, все во второй половине книги, с изображёнными на полях людьми, животными или просто закорючками.

## Происхождение
Манускрипт получил своё название от Дирского монастыря, упоминаемого в гэльских текстах и латинской хартии короля Давида I. К сожалению, монастырь не оставил после себя никаких других следов, хотя основанное неподалёку в 1219 году Дирское аббатство ордена цистерцианцев владело некоторыми землями из числа упомянутых в гэльских текстах книги.
Манускрипт попал в библиотеку Кембриджского университета, когда библиотека Джона Мура, епископа Нориджа, была куплена и подарена университету королём Георгом I.
Неизвестно, каким образом манускрипт попал к епископу Муру, но некоторые исследователи предполагают, что он был захвачен в ходе Шотландских войн за независимость в конце XIII — начале XIV веков.